# 道德天灵宫
道德天灵宫（意为“诸神居住之地”），又称哪吒三太子庙、哪吒三太子宫，是一座位于泰国春武里府岸世拉挽盛海边附近的道教寺庙，也是泰国著名的旅游景点，毗邻万福观音宫，供奉的主神为哪吒三太子。

## 开放时间
- 每周一至周五上午8:00时至下午5:00时
- 每周六至周日上午8:00时至下午6:30时

取自寺庙的官方网站

## 历史
寺庙最初是阿赞颂猜（Ajarn Somchai Choeisiri）于1991年建造的一座小神社。建设周期超过4年（1995年至2000年），总建设预算超过3亿泰铢。后来，弟子、商人和信奉哪吒三太子的人们聚集在一起，并捐款以修建新祠堂。1998年1月11日，恰逢拉玛九世72岁生日之际，国王陛下亲自主持了七尊佛像的浇金仪式，并赐名此寺名为道德天灵宫（意为诸神居住之地）。

## 建筑景观
寺庙以中国建筑风格建造，由3座主体建筑和1座天地塔组成，寺庙的特色是以华人信仰为基础的装饰，2, 840条龙雕像、香炉、天地柱。此外，寺庙有一尊太岁爷雕像（守护人类本命年运的神灵），并配有60个护身符，方便游客根据自己的本命年进行许愿。沿着神社的台阶往回走这座神社就是哪吒三太子宫。寺庙也一座有金色的大钟楼。信徒可以敲响钟声，祈求好运。
由于二楼供奉着诞生势、降魔势、九龙势的哪吒三太子，访客与信徒不得进入也不得拍摄二楼。